# Emilijan Treml
Emilijan Treml (Sarajevo, 1916. – 1945.) bio je hrvatski i bosanskohercegovački romanopisac i pjesnik. Poslije završene osnovne škole, izučio je mehaničarski obrt. Radio kao mehaničarski pomoćnik, fizički radnik, kolporter, često bio bez ikakva posla. Živio kao beskućnik, od danas do sutra, pisao pjesme, prozne radove, članke i prikaze novih knjiga.

## Djela
- Izgaranje života (pjesme, 1935.)
- Godina 2500 (roman, 1936.)
- Legenda o sedam kraljeva (1937.)
- Lirika (1944.)